# جيمس ر. غوغ
جيمس ر. غوغ هو سياسي أمريكي، ولد في 31 ديسمبر 1860 في مقاطعة كولين في الولايات المتحدة، وتوفي في 19 نوفمبر 1916. انتخب عضو مجلس نواب تكساس ‏ وانتخب عضو مجلس ولاية تكساس ‏.